# EDAMエンターテインメント
EDAMエンターテインメント（イダムエンターテインメント、朝: 이담 엔터테인먼트、英: EDAM Entertainment）は、韓国の芸能事務所。カカオエンターテインメント傘下の系列会社。

## 概要
社名であるEDAMは「MADE」を逆に並べたもので、ハングルを使い、ありきたりな考えを覆して時代を超える「次（イダム）」を「作ろう（MADE）」という意味が込められている。
時代を超えた新しいエンターテイメント産業を目指し、愛されることを超えて愛を与えることができて夢を越えて夢を実現でき、何よりも人を先に思いやるグローバルエンターテインメントビジネスをリードしている。
設立当初に所属していた芸能人はIUだけで、IUと一緒に働いていたスタッフ全員も共にEDAMに移籍した。 IUチームは、マネージャーやバックダンサー、ボディーガード、スタイリストなどが含まれ、2017年には38人であることが明らかになっているが、2021年現在には人員がはるかに増えたものと推定される。

## 沿革
2019年12月10日、ペ・ジョンハンがEDAMエンターテンメントを設立。
2020年1月6日、IUと専属契約を締結。EDAMの代表であるペ・ジョンハンは、IUが2008年のデビュー時から共にしたマネージャーであり、12年来の強い信頼からこの専属契約が実現した。
2020年4月14日、公式YouTubeチャンネルに自社コンテンツのアップロードを始める。
2020年4月23日、IUの11周年ファンミーティングでファンが作ってほしいと提案した公式オンラインMDショッピングモール「madeEDAM」が開設。現在も新しい商品が引き続き発売されており、様々なイベントも開かれている。
2020年10月29日、インスタグラムで歌手や俳優を志望する学生を募集するオーディション広告を掲載。
2021年7月5日、シン・セギョンと専属契約を締結。
2022年10月25日、WOODZ（チョ・スンヨン）と専属契約を締結。
2024年7月3日、シン・セギョンが専属契約満了により事務所を離れた。

## 所属アーティスト
- IU
- WOODZ(チョ・スンヨン)

## 過去に所属したアーティスト
- シン・セギョン (2021-2024年）[7]